# Sudarshini
Die Sudarshini ist ein Segelschulschiff der Indischen Marine. Das Präfix des Schiffsnamens ist INS und steht für Indian Naval Ship (deutsch Indisches Marineschiff).

## Allgemeines
Das Schiff ist ein Nachbau der Tarangini und wurde ebenfalls auf der Goa Shipyard Limited im indischen Vasco da Gama gebaut. Die Sudarshini lief am 25. November 2011 vom Stapel und wurde am 27. Januar 2012 für das 1. Schulgeschwader im Marinestützpunkt Kochi in Dienst gestellt. Sie wird auf weltweiten Reisen zur seemännischen Ausbildung von Kadetten eingesetzt.
Der Auxiliarsegler hat einen Stahlrumpf und ist als Dreimastbark getakelt. Die Segelfläche beträgt 1035 m². Zwei Schiffsdieselmotoren verbessern die Manövrierfähigkeit und erlauben die Weiterfahrt auch bei Windstille. Bei einer Schiffsbesatzung von 36 Mann und 30 Kadetten beträgt die Seeausdauer 20 Tage.